# Sophie Tellier
Pour les articles homonymes, voir Tellier.
Ne doit pas être confondu avec Sophie Le Tellier.
Sophie Tellier est une actrice française.

## Biographie
Parallèlement à son parcours de danseuse, notamment chez Roland Petit, et Redha, Sophie Tellier se forme à l'art dramatique avec Jack Waltzer (en) et Redjep Mitrovitsa, et au chant lyrique avec Jorge de León.

## Chorégraphie, opéra, théâtre musical…

### Chorégraphie pour la chanson
- Danseuse et chorégraphe associée de Mylène Farmer de 1986 à 1992 pour la télévision, le Palais des sports, et Bercy (elle incarne aussi sa rivale vénéneuse dans trois vidéoclips de Laurent Boutonnat :  Libertine, Tristana, Pourvu qu'elles soient douces)
- Elle est rapidement sollicitée pour chorégraphier plusieurs comédies musicales dont Piaf, je t'aime au théâtre du Gymnase Marie Bell 1995, Crime of Passion de Pierre Philippe et Astor Piazzolla, mise en scène de Vincent Vittoz au festival d’Édimbourg 2001. En 2010, pour Le gros, la vache et le mainate de Pierre Guillois au théâtre du Peuple, et pour Mike de Gadi Inbar, mise en scène de Thomas Le Douarec au Comédia.

### Chorégraphie pour l'opéra
- · L'Enlèvement au sérail de Mozart, à l'Opéra Garnier en 2015, mis en scène par Zabou Breitman.
- Avec le metteur en scène Philippe Calvario :
  - L'Amour des trois oranges (opéra) de Prokoviev au festival d'Aix en Provence,
  - Angels in America de Tony Kushner et Peter Oetvos au Châtelet,
  - Iphigénie en Tauride de Glück à l'Opéra de Hambourg.
- Avec le metteur en scène Frédéric Bélier-Garcia :
  - La Traviata de Verdi aux Chorégies d'Orange et au festival de Baalbeck.
- Au théâtre des Champs-Élysées, Tutti fan tutte de Mozart mis en scène par Éric Génovèse puis La Favorite de Donizetti, avec Valérie Nègre à la mise en scène. En 2011, pour Excalibur au Stade de France, mise en scène de Christian Vallat (elle y incarne aussi Morgane).

### Spectacle musical
- Comédienne et chanteuse, elle incarne l'horloge dans Émilie jolie de Philippe Chatel et Tiger Lily dans Peter Pan, mise en scène d'Alain Marcel au Casino de Paris, Carla dans Nine aux Folies Bergère, mise en scène de Saverio Marconi (it).
- Jérôme Savary la choisit pour incarner l'Amour dans Y'a d'la joie et d'l'amour et Guadalena dans La Périchole d'Offenbach au théâtre national de Chaillot puis à l'Opéra-Comique.
- En 2004, elle chante Linetta dans L'Amour des trois oranges (opéra) de Prokoviev
- Au théâtre de l'Œuvre, elle incarne Camille Claudel dans Camille C. de Jonathan Kerr, mise en scène de Jean-Luc Moreau (metteur en scène), spectacle musical qui reçoit le Molière de L'inattendu 2005 (5 nominations).·
- En tournée avec Alfredo Arias et Alejandra Radano dans Cinelandia et Hermanas. ·
- En 2014, à l'opéra de Nice, dans Dreyfus, la dernière création de Michel Legrand, livret Didier Van Cauwelaert, dans une mise en scène de Daniel Benoin.

### Collaboration artistique
- En 2007, pour les « Opéras en plein air », elle est la collaboratrice de Julia Migenes pour sa première mise en scène Le Barbier de Séville, puis en 2008 celle de Julie Depardieu et Stéphan Druet pour Les Contes d'Hoffmann  de Jacques Offenbach.

## Théâtre

### Comédienne
2023-24 : Chère Insaisissable, pièce musicale de Sophie Tellier sur la vie de la scandaleuse courtisane, danseuse et écrivaine Liane de Pougy. Mise en scène Jean-Luc Revol. Avec Sophie Tellier et en alternance au piano, Patrick Laviosa, Luc-Emmanuel Betton ou Djahîz Gil. 
- 2022-23 : Le Chevalier et la Dame de Carlo Goldoni, mise en scène Jean-Luc Revol, avec Chloé Berthier, Antoine Chollet, Olivier Breitman, Sophie Tellier, Ariane Pirie, Cécile Camp, Frédéric Chevaux, Vincent Talon, Aurélien Houver, Jean-Marie cornille et Jean- Luc Revol.
- 2022-23 : Belles de Scène de Jeffrey Hatcher, mise en scène Stéphane Cottin, avec Vincent Heden, Emma Gamet, Sophie Tellier, Jean-Pierre Malignon, Patrick Chayriguès et Stéphane Cottin.
- 2021-2022 : The Canapé, de Patrice Leconte, mise en scène Jean-Luc Moreau, avec Laurent Gamelon, Jean Benguigui, Sophie Tellier et Jean-Luc Moreau, .
- 2018 : La double Inconstance, de Pierre Carlet de Chamblain de Marivaux, mise en scène de Philippe Calvario, avec Guillaume Sentou, Maud Forget, Luc-Emmanuel Betton, Roger Contebardo, Alexiane Torrès, création au Centre Culturel L'Athénée Rueil-Malmaison, puis en tournée et au Théâtre 14 Jean-Marie Serreau à Paris.
- 2017-2018 : Jean Moulin de Jean-Marie-Besset, mise en scène Régis de Martrin Donos au Théâtre 14 puis au Déjazet, avec Arnaud Denis, Sébastien Rajon, Sophie Tellier...
- 2017 : Intégral dans ma peau de Stéphanie Marchais, mise en scène Frédéric Andrau, avec Geoffrey Dahm, Sophie Tellier.
- 2016 : Le Roi Lear de William Shakespeare, mise en scène Jean-Luc Revol, tournée avec Michel Aumont, Olivier Breitman, Sophie Tellier, Frédéric Chevaux, Denis D'Archangelo, Arnaud Denis...
- 2012 : Loin de Corpus Christi de Christophe Pellet, mise en scène Jacques Lassalle, théâtre des Abbesses, Paris, avec Marianne Basler, Sophie Tellier...
- 2010 : La Nuit d'Elliot Fall de Vincent Daenen, mise en scène Jean-Luc Revol, Vingtième Théâtreavec Olivier Breitman, Flannan Obé, Denis D'archangelo, Sophie Tellier...
- 2009 : Parasites de Marius von Mayenburg, mise en scène Philippe Calvario, théâtre Nanterre-Amandiers avec Philippe Calvario, Sophie Tellier...
- 2008 : Clérambard de Marcel Aymé, mise en scène Nicolas Briançon, théâtre Hébertot avec Jean-Marie Bigard, Sophie Tellier...
- 2008 : Cédrats de Sicile de Luigi Pirandello, mise en scène Jean-Yves Lazennec, avec Jean-Claude Frissung, Sophie Tellier... théâtre de l'Athénée-Louis-Jouvet
- 2006 : Loin de Corpus Christi de Christophe Pellet, mise en espace Jacques Lassalle, Festival NAVA.
- 2006 : Électre de Sophocle, mise en scène Philippe Calvario, Le Quartz, théâtre Nanterre-Amandiers, théâtre du Gymnase, théâtre National de Nice, tournée, avec Jane Birkin, Byouna, Florence Giorgetti, Sophie Tellier, Frédéric Andrau, Philippe Maymat, Jean-Claude Jay...
- 2004 : Roberto Zucco de Bernard-Marie Koltès, mise en scène Philippe Calvario, théâtre des Bouffes du Nord avec Xavier Gallais, Florence Giorgetti, Alban Aumard, Sophie Tellier, Chloé Réjon, Anne Bouvier, Alexandre Styker, Volodia Serres...
- 2002 : Le Dindon de Georges Feydeau, mise en scène Francis Perrin, théâtre des Bouffes-Parisiens avec Francis Perrin, Jean-Luc Moreau, Bernard Alane, Sophie Tellier...
- 2000 : Cymbeline de William Shakespeare, mise en scène Philippe Calvario, théâtre Nanterre-Amandiers avec Céline Carrère, Jean-Claude Jay, Sophie Tellier...
- 1998 : Du vent dans les branches de sassafras de René de Obaldia, mise en scène Thomas Le Douarec, théâtre du Ranelagh avec Maurice Barrier, Gwendoline Hamon, Sophie Tellier, Philippe Maymat...
- 1995 :  Archibald de Julien Vartet, mise en scène Daniel Colas, théâtre Édouard VII avec Axelle Abadie, Sophie Tellier...

### Metteur en scène
- 2008 : Les Sœurs cruelles de Stéphane Guérin, avec Marianne Basler et Christine Boisson, festival NAVA
- 2010 : Jonas, le musical, de Jocelyne et Étienne Tarneaud au Palais de la Culture d'Abidjan.
- 2012 : Tephra formation de Robert Stadler au Centre Pompidou, avec Philippe Katerine, Ludivine Sagnier et Éric Cantona.
- 2018-2019 : Tobie et Sarra, puis Joseph, créations musicales de Jocelyne et Étienne Tarneaud.

### Auteure
- 2019 : Chère Insaisissable, Liane de Pougy - Prix AlterPublishing 2019.

## Filmographie

### Cinéma

#### Longs métrages
- 1984 : Marche à l'ombre, de Michel Blanc
- 1992 : Room service, de Georges Lautner
- 1993 : 23h58, de Pierre-William Glenn
- 1996 : Une histoire d'amour à la con, de Henri-Paul Korchia
- 2001 : Le Fabuleux Destin d'Amélie Poulain, de Jean-Pierre Jeunet (Tante Josette)
- 2001 : J'ai faim !!!, de Florence Quentin
- 2002 : Bloody Mallory, de Julien Magnat (Morphine)
- 2017 : Quand je serai grand, de Jeremy Circus
- 2018 : Les Fantômes, d’Alexandre Vallès

#### Courts métrages
- 1993 : Le ruban de Moebius, de Laurence Maynard, avec Chick Ortega, Valérie Vogt
- 1996 : Ultima Hora, de Laurence Katrian, avec François Berléand, Catherine Jacob et Roger Mirmont
- 2016 : La Valse, de Jeremy Circus, d'après les textes de Camille Claudel, avec Alexandre Bonstein
- 2017 : Avant les roses, de Jeremy Circus, avec Elsa Perusin et Alexandre Bonstein

(Nomination au Prix Cleveland Concoction 2019 et au Inshort Film Festival 2019)
- 2019 :  Purl, de Pixar et de Kristen Lester

### Télévision
- 1992 : Un démon sur l'épaule de P. Triboit, avec Catherine Alric et Alexandra Kazan.
- 1993-1994 : Nulle part ailleurs avec Antoine de Caunes et José Garcia.
- 1993 : Retour de Flamme de P. Planchon, avec Raymond Pellegrin et Thierry Desroses.
- 1994 : L'homme de mes rêves, de Georges Lautner, avec Michel Leeb et Daniel Russo.
- 1995 : Les Z'amours - générique de l'émission.
- 1997 : Baldipata, de Claude D'Anna, avec Charles Aznavour.
- 2001 : Joséphine, ange gardien - Paillettes, claquettes et champagne de N. Cuche, avec Mimie Mathy.
- 2007 : Julie Lescaut, épisode L'affaire du procureur, de D. Janneau, avec Véronique Genest.